# Nouadhibou

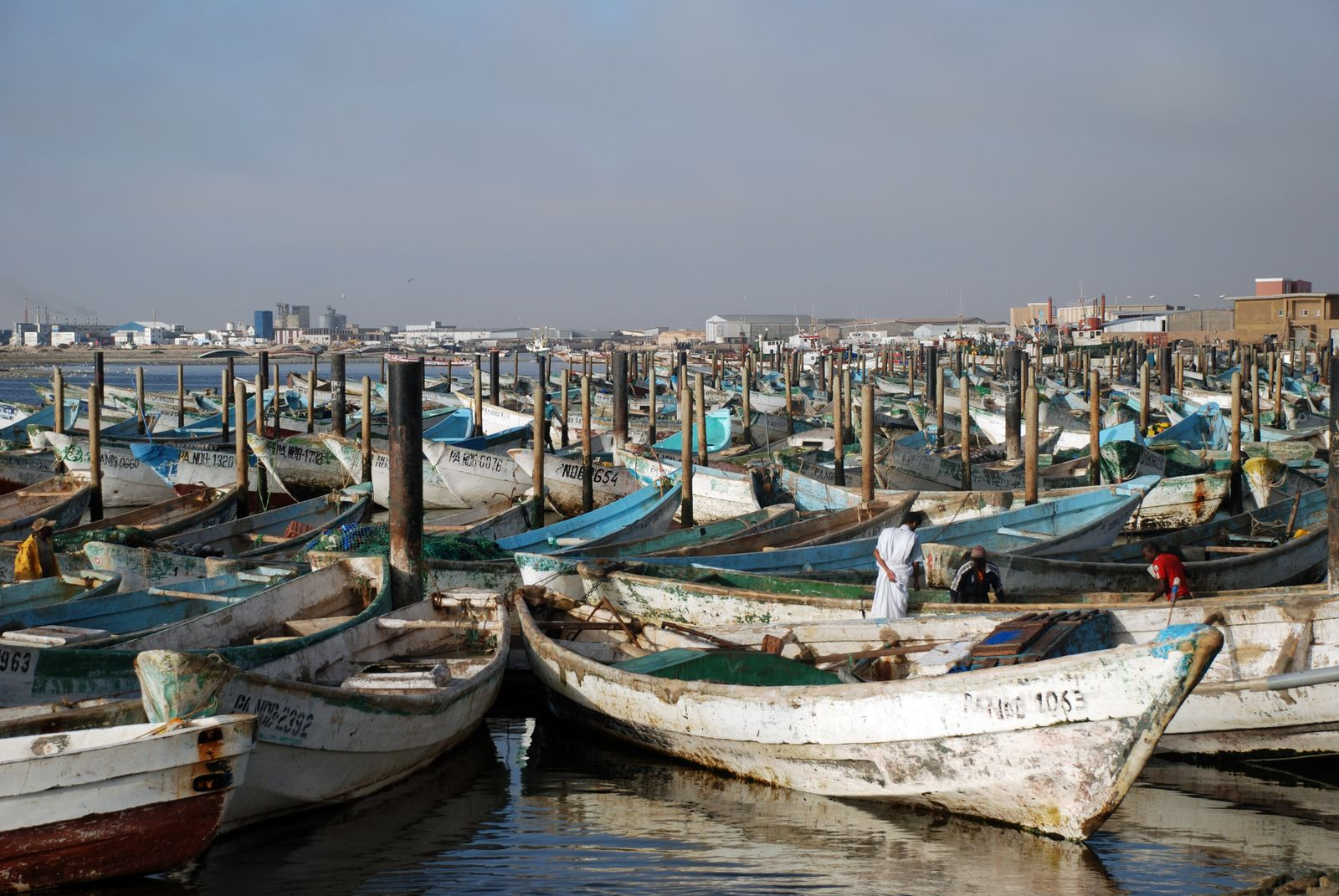
De visserijhaven

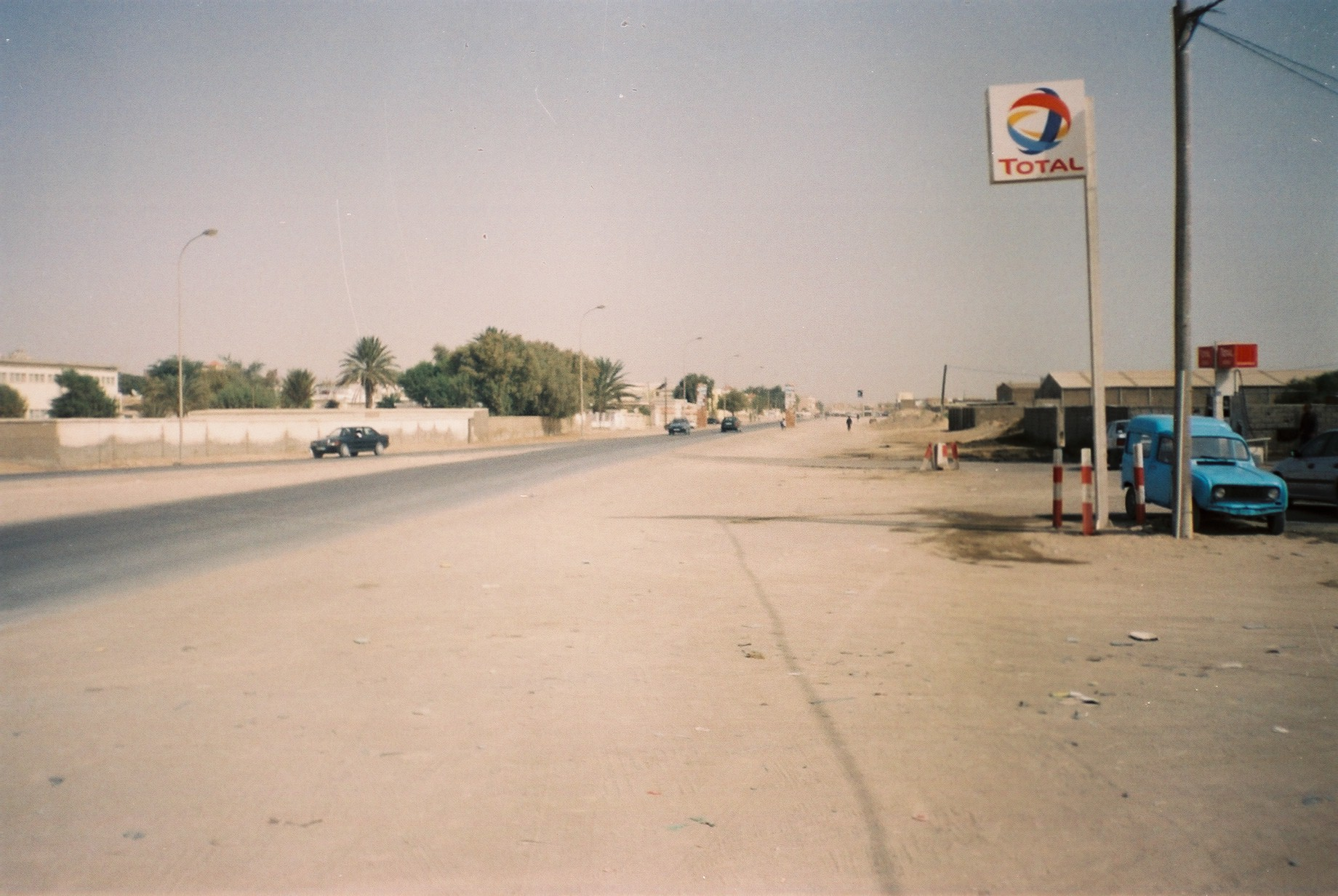
Een straat in Nouadhibou

Nouadhibou of Nawadhibu (Arabisch: نواذيبو) is de tweede grootste stad van Mauritanië en een belangrijk economisch centrum. De stad is gelegen in het noordwesten van het land op het schiereiland Ras Nouadhibou en ligt vlak bij de grens met de Westelijke Sahara. Nouadhibou telt ongeveer 90.000 inwoners. In tijden van de Franse overheersing heette de plaats Port-Étienne.

## Klimaat
De stad heeft een woestijnklimaat volgens de klimaatclassificatie van Köppen BWh. De gemiddelde jaartemperatuur ligt op 22°C en september is de warmste maand met een gemiddelde van 25°C, het koelst is het in januari met 19°C. De neerslag is minimaal, jaarlijks valt er niet meer dan 18 millimeter en het meeste valt in het najaar.

## Economie
De meeste mensen in Nouadhibou zijn werkzaam in de visserij. Echter, de belangrijkste economische activiteit is de verwerking van ijzererts dat over het spoor uit de binnenlandse mijnsteden Zouérat en Fderîck naar de stad wordt vervoerd. De treinen die het ijzererts vervoeren behoren tot de langste treinen ter wereld. De mijnen, spoorweg en haventerminal zijn in handen van het staatsmijnbouwbedrijf Société Nationale Industrielle et Minière.

## Verkeer
De stad ligt aan de RN2. Deze weg verbindt de stad met de hoofdstad Nouakchott die 450 kilometer zuidelijker ligt.
Er is ook een kleine luchthaven met dezelfde naam als de stad.
Voor de export van ijzererts is er een haventerminal aangelegd. Het erts wordt met de trein aangevoerd vanuit het binnenland. De spoorlijn heeft een lengte van 670 kilometer. 